# New Axis Airways
New Axis Airways – nieistniejąca francuska linia lotnicza. Wykonywała loty czarterowe oraz cargo. 

## Historia
Linie powstały w 2001 w Grenoble pod nazwą Sinair. W lipcu 2000 zostały wykupione przez Axis Partners, natomiast w lutym 2001 zostały przemianowane na Axis Airways i przeniesione do Marsylii. W październiku 2006 linie złożyły wniosek o upadłość, jednak dzięki pomocy inwestorów w grudniu wznowiły loty. W 2008 została ponownie przemianowana, tym razem na New Axis Airways. 7 grudnia 2009 linie całkowicie zaprzestały działalności. 

## Flota
W swojej historii flota New Axis Airways składała się z 4 samolotów:
| Samolot         | Samolot  | Okres użytkowania | Okres użytkowania | Uwagi |
| Model           | Wycofane | Rozpoczęcie       | Zakończenie       | Uwagi |
| --------------- | -------- | ----------------- | ----------------- | ----- |
| Boeingi 737-300 | 1        | 2006              | 2009              |       |
| Boeingi 737-400 | 1        | 2006              | 2009              |       |
| Boeingi 737-800 | 2        | 2009              | 2009              |       |
| Łącznie         | 4        |                   |                   |       |